# Ruśka Łozowa
Ruśka Łozowa (ukr. Руська Лозова) – wieś na Ukrainie, w obwodzie charkowskim, w rejonie dergackim. W 2001 roku liczyła 5018 mieszkańców.
Pierwsza wzmianka o miejscowości pochodzi z 1647 roku.